# Top R&B/Hip-Hop Albums
Top R&B/Hip-Hop Albums (antes Top R&B/Black Albums) es una lista publicada por la revista Billboard que ocupa los álbumes R&B y hip hop basado en las ventas compiladas por Nielsen SoundScan. El nombre de la lista fue cambiado de Top R&B Albums en 1999. La lista debutó en la revista como Hot R&B LP en 1965, y también fue llamada Top Black Albums; desde 1969 hasta 1978 era identificada como listas Soul. Enlista álbumes de quiet storm, urban, soul, R&B, new jack swing, hip hop, y a veces artistas de house.